# Alexander Winck
Alexander Winck (* 16. Februar 2000) ist ein deutscher Basketballspieler.

## Werdegang
Winck entstammt dem Nachwuchs des BSV Wulfen, spielte ab dem achten Lebensjahr für den Verein. Als Jugendlicher ging er zwischenzeitlich in die Vereinigten Staaten und spielte ein Jahr an der Freedom Christian Academy in Fayetteville (Bundesstaat North Carolina). Nach der Rückkehr 2017 spielte er wieder für Wulfen und auch für die Spielgemeinschaft Metropol Baskets Ruhr, an der mehrere Vereine aus Nordrhein-Westfalen beteiligt sind. In Wulfens Herrenmannschaft stieg Winck zum Kapitän auf, in der Sommerpause 2021 wechselte er zum Zweitligaaufsteiger VfL AstroStars Bochum. Ab März 2022 kam er dank eines Zweitspielrechts auch wieder beim Regionalligisten Wulfen zum Einsatz. Seine Spielzeit in Bochum blieb gering: Winck kam im Laufe der Saison 2021/22 auf drei Zweitligaspiele.
Im August 2022 wurde Winck von der BBG Herford (Aufsteiger in die 2. Bundesliga ProB) als Neuzugang vermeldet. Mit Herford wurde er Tabellenvorletzter der Nordstaffel der 2. Bundesliga ProB, Winck erzielte in 20 Einsätzen für die BBG im Durchschnitt 5 Punkte. Im Sommer 2023 ging er nach Wulfen in die Regionalliga zurück. Winck wurde 2024 zusätzlich Assistenztrainer von Robin Pflüger bei der Spielgemeinschaft Metropol Baskets Ruhr (Nachwuchs-Basketball-Bundesliga).